# Arheološki vestnik
Arheološki vestnik je osrednja slovenska arheološka revija. Časovno pokriva obdobje prazgodovine, antike in (zgodnjega) srednjega veka. Osredotoča se na področje severnojadranskega in zahodnobalkanskega prostora s težiščem na slovenskem in sosednjem ozemlju.
Izhajati je začel leta 1950 pod okriljem Inštituta za arheologijo.